# Вілфрід Блеріо
Вілфрід Раймон Леон Блеріо (фр. Wilfried Raymond Leon Bleriot, 1989, Байо, Франція — 1 червня 2022, Харківська область, Україна) — французький військовик-доброволець Інтернаціонального легіону територіальної оборони України, учасник російсько-української війни. Кавалер ордена «За мужність» ІІІ ступеня.

## Життєпис
Вілфрід Блеріо народився у муніципалітеті Байо, що в Нормандії (Франція). За даними деяких закордонних ЗМІ, належав до французької ультраправої спільноти.
У березні 2022 року, вражений повномасштабним вторгненням Росії до України, Блеріо вирішив узяти до рук зброю та стати частиною Інтернаціонального легіону територіальної оборони України. За словами француза, до цього в нього був лише рік бойового досвіду, однак інформація щодо того, де саме він його здобув, відсутня.
Вілфрід Блеріо загинув 1 червня 2022 року внаслідок бомбардування росіянами Харківської області. Тіло переправили спочатку до Парижу, а потім до рідного міста — Байо, де його й поховано.
13 липня 2022 року Президент України Володимир Зеленський посмертно нагородив Вілфріда Блеріо орденом «За мужність» III ступеня.

## Відзнаки та нагороди
- Орден «За мужність» III ступеня (13 липня 2022, посмертно) — за особисту мужність і самовіддані дії, виявлені у захисті державного суверенітету та територіальної цілісності України, вірність військовій присязі[2].